# Pierre Véran
Pour les articles homonymes, voir Véran.
Pierre Véran (Arles, le 19 octobre 1744 – Arles, le 25 décembre 1819) est un archéologue, conservateur de musée et historien arlésien.

## Biographie
Issu d’une famille originaire d’Orgon mais établie depuis la fin du XVIe siècle dans la ville d’Arles, où plusieurs de ses ancêtres exercèrent la fonction de notaire, Pierre Véran naît le  19 octobre 1744. Fils de Jacques II Véran et de Justine Coste, il eut pour épouse Claude Pillier Carrelet qui lui donna cinq enfants, quatre filles et un fils, Antoine, qui participa à toutes les campagnes de la Révolution au 15e régiment de dragons puis au 25e régiment de chasseurs. Un de ses cousins, Jacques-Didier Véran, notaire à Arles, partagea sa passion pour l'archéologie et l'ethnographie arlésiennes.
Professionnellement, il occupe tout le long de sa vie des postes de fonctionnaire, initialement comme inspecteur du canal de Craponne puis secrétaire de mairie, archiviste du district et secrétaire de la préfecture. Il meurt greffier de la police correctionnelle au tribunal de l'arrondissement le 25 décembre 1819.
Mais Pierre Véran est surtout connu comme le premier archéologue arlésien. Il rassemble de nombreux documents et témoignages sur le pays d'Arles, aussi bien en matière d'histoire ou d’antiquités, que dans les domaines de la vie quotidienne. En cette période charnière de l’Ancien Régime, il consigne de nombreuses observations dans ses manuscrits aujourd’hui conservés à la Médiathèque d’Arles. En dépit de son parti pris (royaliste), son journal de la Révolution est une source précieuse sur les événements de cette époque. Artisan de la sauvegarde du patrimoine de la ville, il est l’instigateur du premier musée installé à l’église Sainte-Anne, dont il devient le premier conservateur et ce, à titre bénévole.
Pierre Véran eut un petit-fils, Guillaume, et un arrière-petit-fils Auguste Véran, fils du précédent, qui furent tous les deux architectes de la ville.